# Manoel Mota
Manoel Mota (Araranguá, 3 de agosto de 1941) é um político brasileiro.

## Carreira
Foi prefeito de Araranguá de 1983 a 1988.
Foi deputado à Assembleia Legislativa de Santa Catarina na 12ª legislatura (1991 — 1995), na 13ª legislatura (1995 — 1999), na 14ª legislatura (1999 — 2003), e na 15ª legislatura (2003 — 2007), eleito pelo Partido do Movimento Democrático Brasileiro (PMDB).
Foi deputado à Assembleia Legislativa de Santa Catarina na 16ª legislatura (2007 — 2011).